# Museo Arqueológico de Paros
El Museo Arqueológico de Paros es uno de los museos de Grecia. Se encuentra ubicado en la isla de Paros, en el archipiélago de las Cícladas.
Fue construido en la década de 1950. La exposición fue inicialmente diseñada por Nikolaos Zafiropoulos.   
El museo contiene una colección de objetos procedentes de yacimientos arqueológicos de la isla, muchos de ellos hallados en Parikia, y de islas adyacentes como Sáliagos o Despotikó. Se encuentra distribuido en dos salas de exposición y un patio.
En la sala 1 se exponen esculturas de las épocas arcaica y clásica. La sala 2 contiene cerámica y esculturas del periodo neolítico, de la Edad del Bronce —pertenecientes a la civilizaciones cicládica y micénica—, y de todas las épocas históricas comprendidas entre el periodo geométrico y la época romana. En el patio se exponen hallazgos de época romana como sarcófagos, esculturas, elementos arquitectónicos y mosaicos.

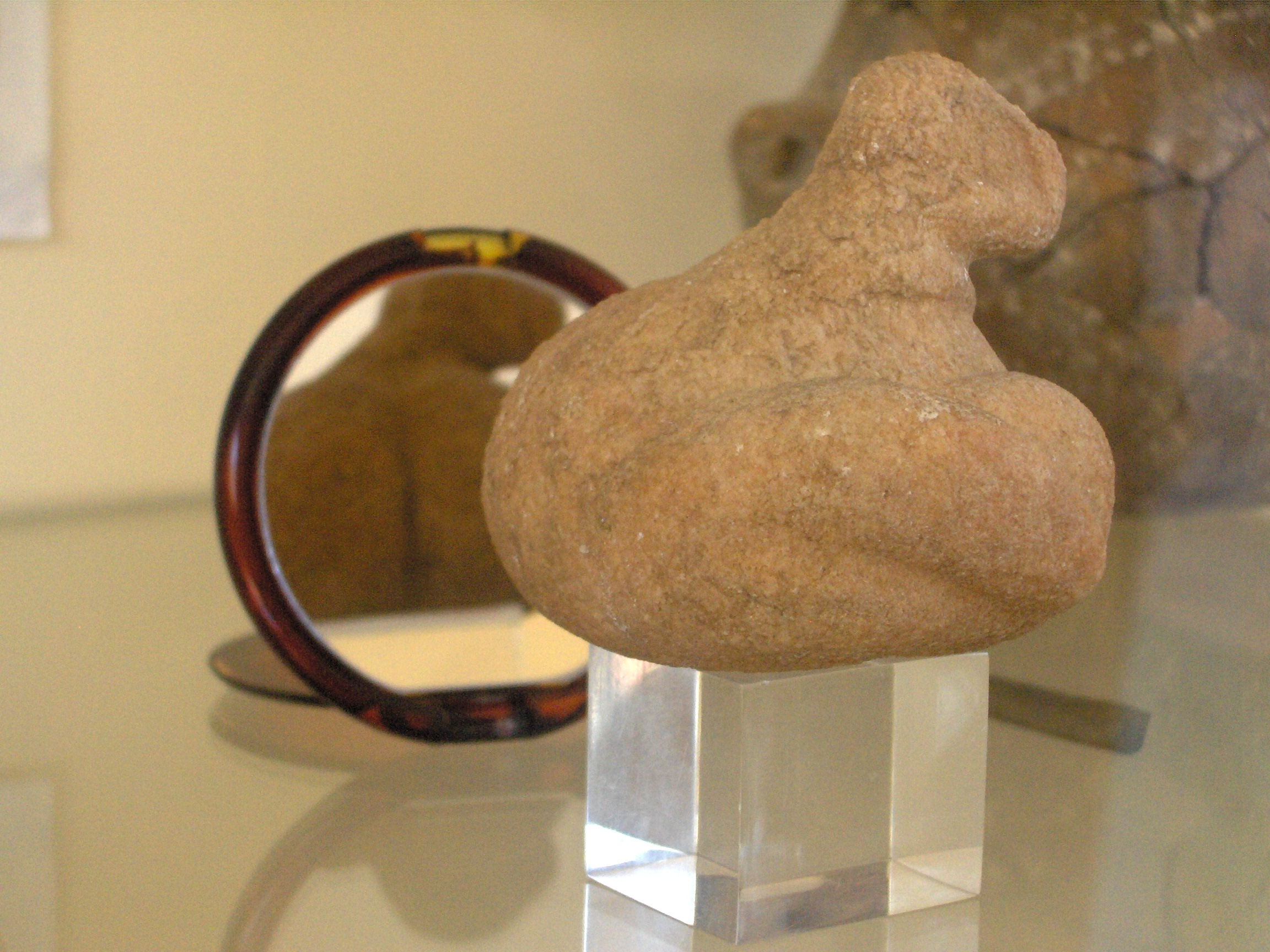
La llamada «dama de Sáliagos», una estatuilla neolítica fechada en torno al año 5000 a. C.
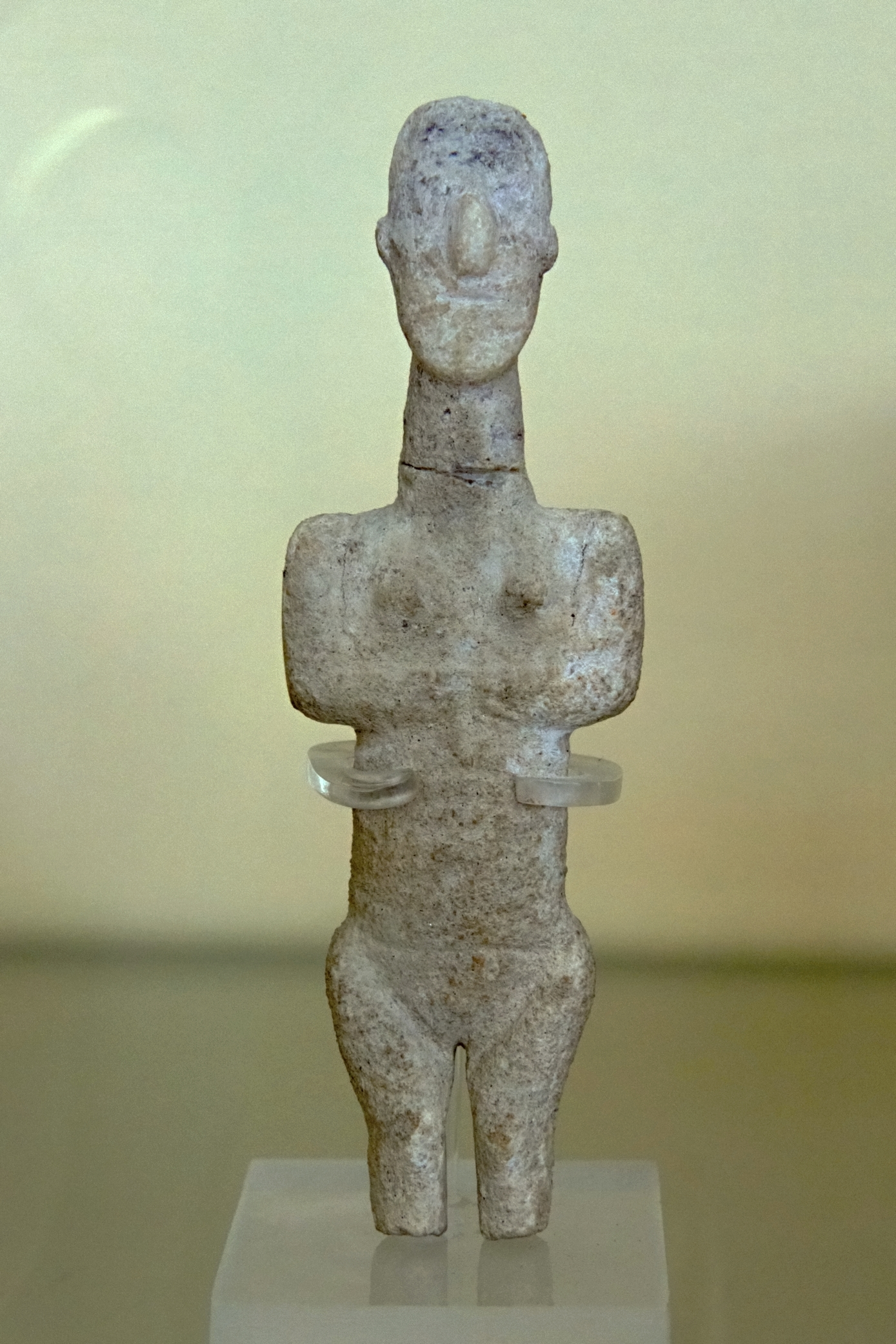
Figurilla cicládica procedente de Plastiras del periodo de la Edad del Bronce antiguo.
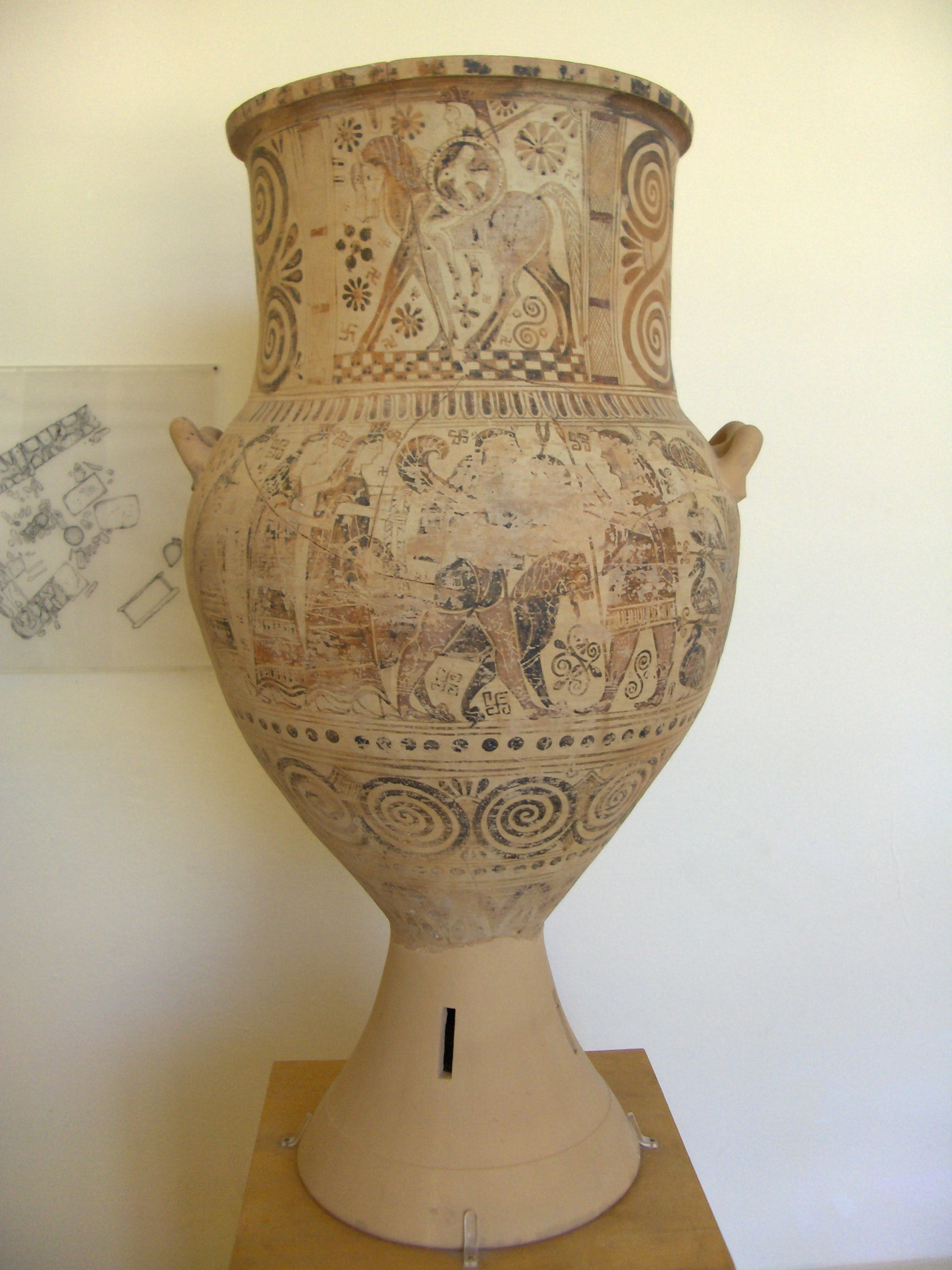
Ánfora del siglo VII a. C. donde aparece representado el Juicio de Paris.
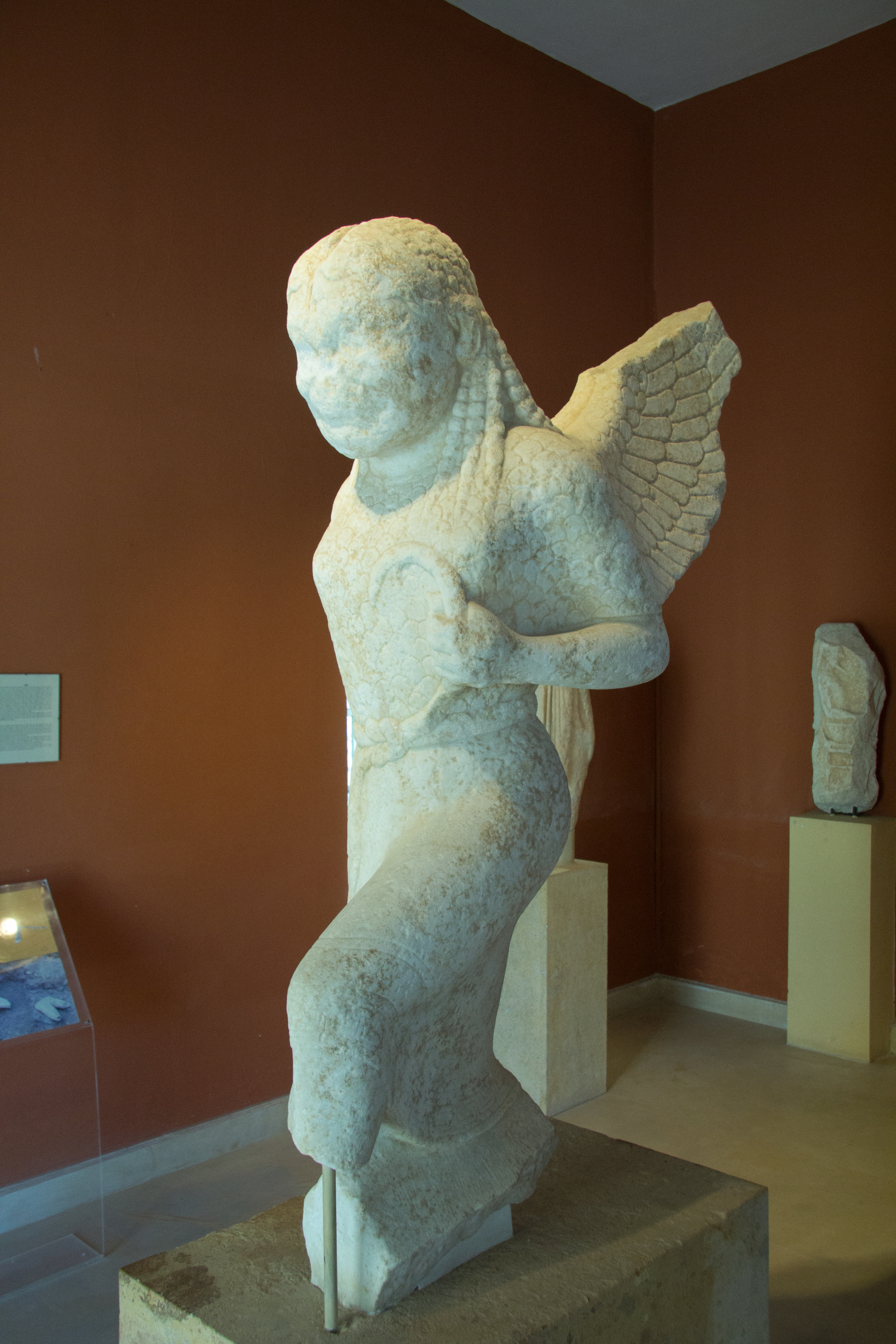
Estatua de gorgona del periodo arcaico.
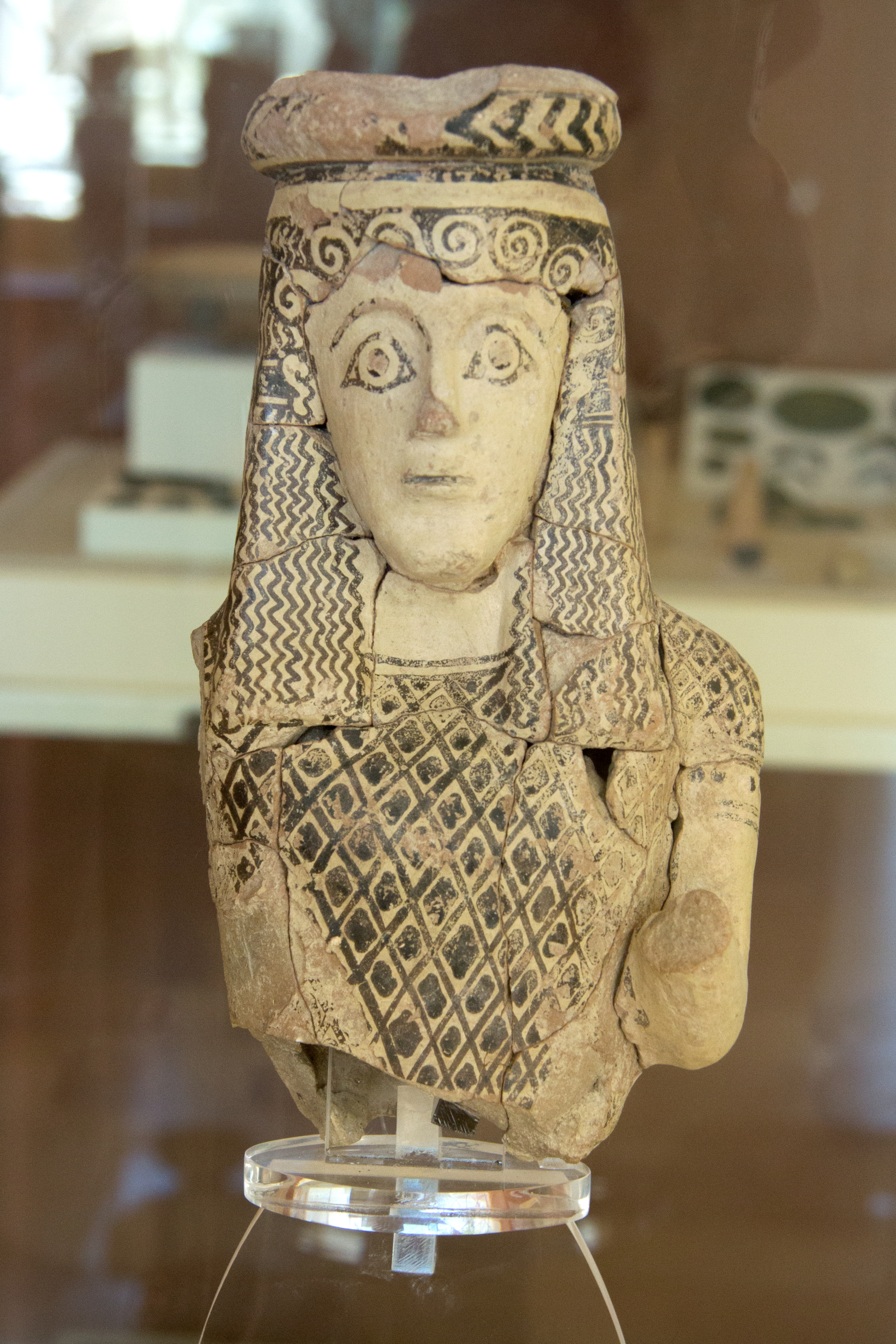
Figurilla de estilo dedálico del siglo VII a. C. hallada entre los restos del santuario de Apolo de la isla de Despotikó.